# Орофтіана
Орофтіана (рум. Oroftiana) — село у повіті Ботошані в Румунії. Входить до складу комуни Сухареу.
Село розташоване на відстані 416 км на північ від Бухареста, 53 км на північний захід від Ботошань, 145 км на північний захід від Ясс.

## Населення
За даними перепису населення 2002 року у селі проживали 1138 осіб, усі — румуни. Усі жителі села рідною мовою назвали румунську.